# Mastophoraceae
Mastophoraceae, porodica crvenih algi, dio reda Corallinales. Postoji jedna potporodica s četiri roda i 14 vrsta
Porodica je opisana 2018. a potporodica 1943.

## Rodovi
1. Lesueuria Woelkerling & Ducker 1
2. Lithoporella (Foslie) Foslie 6
3. Mastophora Decaisne 6
4. Metamastophora Setchell 1